# آرتور تیشیرا
آرتور تیشیرا (انگلیسی: Arthur Teixeira؛ زادهٔ ۲۹ اکتبر ۱۹۸۰) بازیکن فوتبال اهل برزیل است.